# Generieke klasse
Generieke klassen zijn in een programmeertaal klassen die een type vereisen om te functioneren. 
Een voorbeeld hiervan (uit de programmeertaal java) is. 
```
    
public
 
class
 
GenTest
<
T
>

    
{

        
private
 
T
 
mT
;

        
public
 
GenTest
(
T
 
pT
)

        
{

            
mT
 
=
 
pT
;

        
}

    
}

```

Op deze manier werkt bijvoorbeeld een ArrayList in java, die objecten van verschillende types kan bevatten (bijvoorbeeld String, maar ook eigen gedeclareerde types zoals 'Persoon' of 'Rekening')
```
    
private
 
ArrayList
<
String
>
 
stringTabel
;

    
private
 
ArrayList
<
Persoon
>
 
personenLijst
;

    
private
 
ArrayList
<
Rekening
>
 
rekeningLijst
;

```